# 布羅季亞季涅
51°49′35″N 24°42′7″E / 51.82639°N 24.70194°E
布羅季亞季涅（烏克蘭語：Бродятине），是烏克蘭的村落，位於該國西部沃倫州，由科韋利區負責管轄，面積0.33平方公里，海拔高度148米，2001年人口91，人口密度每平方公里275.76人。